# Borki (Zwoleń)
Pour les articles homonymes, voir Borki.
Borki (prononciation : [ˈbɔrki]) est un village polonais de la gmina de Tczów dans le powiat de Zwoleń de la voïvodie de Mazovie dans le centre-est de la Pologne.
Il se situe à environ 3 kilomètres au nord-ouest de Tczów (siège de la gmina), 10 kilomètres à l'ouest de Zwoleń (siège du powiat) et 102 kilomètres au sud de Varsovie (capitale de la Pologne).
Le village compte une population de 461 habitants en 2006.

## Histoire
De 1975 à 1998, le village appartenait administrativement à la voïvodie de Radom.